# Запоріжжя (Камчатський край)
Запоріжжя (рос. Запоро́жье) — село в Усть-Більшоріцькому районі Камчатського краю Росії. Утворює Запорізьке сільське поселення. Засноване поселенцями з Півдня України, належить до українських поселень Далекого Сходу.

## Географія
Село розташоване на правому (північному) пригирловому березі річки Озерна, навпроти селища Озерновське. 

## Історія
Село засноване в 1907 році. Західне узбережжя Камчатки почало освоюватися тільки після російсько-японської війни 1904—1905 років. До весни 1907 року гирло річки Озерної пустувало, на ній не було населених пунктів. Вони були північніше – на річках Явина, Голигіна, Большая. На Озерній колись проживали стародавні камчатські народи, але й вони до того часу вже не селилися на цій річці з невідомих нам причин.
У перші роки початку XX століття рибопромислове товариство Сергія Грушицького володіло промисловими ділянками на річці Большая і побудувало там рибопереробний завод. Фахівців цього підприємства приваблювала і річка Озерна, по якій йшла на нерест у Курильське озеро одна з найцінніших лососевих риб — нерка (один з найцінніших видів тихоокеанських лососів).
У 1907 році Грушицький доручив своєму представникові в Харбіні, Івану Опанасовичу Потужному, дібрати людей для рибного промислу. На лівій стороні річки Озерної Грушицький побудував завод, навколо якого й утворилося село Запоріжжя (Унтербергеровка, Запорожское).
Перші переселенці прибули сюди з Херсонської губернії, з сіл: Козацьке, Кам'янка, Бургунка, Тягинка, з Берислава.
Спочатку селище не мало назви, але з 1910 року стало іменуватися «Унтербергерово» на честь генерал-губернатора Приамурського краю П. Ф. Унтербергера, якому Камчатка в ті роки підпорядковувалася. У 1910 році колонія налічувала 24 людини, в основному це були родичі Івана Опанасовича Потужного з України і їхні друзі-знайомі, які переїхали з Херсонської губернії. У цей сезон рибалки здали фірмі 120 000 шт. свіжих рибин і частину вже засоленого улову, і мали добрий заробіток. На промислі фірми працювали привезені з Владивостока 162 російських робітники. Вони отримували 25 рублів на місяць, премію від улову і харчувалися коштом власника.

## Населення
| 1926 | 2002 | 2010 | 2012 | 2013 | 2014 | 2015 |
| ---- | ---- | ---- | ---- | ---- | ---- | ---- |
| 228  | ↗760 | ↘663 | ↘655 | ↘637 | ↘609 | ↘588 |
| 2016 | 2017 | 2018 |      |      |      |      |
| ↘567 | ↘549 | ↘534 |      |      |      |      |

## Відомі люди
Після Другої світової війни в селі працювали Герої Радянського Союзу Тимофій Олексійович Ковальов і Іван Петрович Кузнєцов, кілька Героїв Соціалістичної Праці.